# Hōjō Sadayuki
Hōjō Sadayuki (北条貞将, 1302-4 juillet 1333), membre du clan Hōjō est le douzième minamikata rokuhara Tandai (chef de la sécurité intérieure de Kyoto) de 1324 à 1330. Son père est Hōjō Sadaaki et sa mère une fille de Hōjō Masamura. 
En 1333, Ashikaga Takauji se révolte contre la domination du clan Hōjō et attaque la ville de Kyoto. Cette même année, le clan Hōjō est défait au siège de Kamakura, ce qui met également un terme à l'institution du Rokuhara Tandai. Sadayuki est tué le 4 juillet lors d'un combat. Sa tombe se trouve à Kanazawa-ku, Yokohama.